# Pasquale Bruno
Pasquale Bruno (San Donato di Lecce, 19 de junho de 1962) é um ex-futebolista italiano que atuava como zagueiro.
Notabilizou-se por ser um dos jogadores mais violentos do futebol italiano, tanto que é conhecido por "O' Animale". Por clubes, destacou-se representando o Como, a Juventus e o Torino.

## Carreira
Iniciou sua carreira em 1979, no Lecce, pelo qual atuou e 111 partidas e marcou 9 gols. Entre 1983 e 1987, jogando pelo Como, jogou 109 vezes e marcou 2 gols.
Suas atuações pelos Lariani chamaram a atenção da Juventus, pela qual jogou 3 temporadas, entre 1987 e 1990. Marcou apenas um gol em 67 jogos disputados, conquistando a Copa da UEFA de 1989–90 e a Copa da Itália.

## Transferência para o Torino
Fora dos planos para a temporada 1990-91, Bruno encontrou-se pessoalmente com Giampiero Boniperti (presidente honorário da Juventus) com uma intenção: pedir para ser transferido ao Torino, que, ironicamente, é o time pelo qual o ex-zagueiro é torcedor fanático.
Sem pestanejar, Boniperti atendeu o pedido de Bruno, que demorou a conquistar a torcida granata, devido a seu passado juventino. Usando sua capacidade defensiva, tornou-se ídolo dos torcedores nas 4 temporadas com o Toro, onde atuou em 74 partidas, marcando um gol.

## Final de carreira
Nos últimos anos de carreira, o zagueiro defendeu ainda Fiorentina, Lecce, Heart of Midlothian e Wigan Athletic, antes de encerrar a carreira em 1998, no Cowdenbeath.
Voltou a jogar em 2002, no Delta San Donato, equipe amadora que disputa a Terza Categoria, antes de deixar oficialmente os gramados no ano seguinte.

## Seleção Italiana
As participações do zagueiro pela Seleção Italiana de Futebol resumem-se às categorias de base, tendo atuado pelas equipes sub-20, B Sub-21 e Olímpica. Nas 3 categorias, Bruno disputou 5 jogos.

## Polêmicas
Notabilizado por ser um zagueiro violento, Pasquale Bruno é conhecido, ainda, por se envolver em diversas polêmicas. Seu apelido ("O' Animale"), foi dado por Roberto Tricella, seu ex-companheiro na Juventus, pela semelhança com o mafioso Pasquale Barra, conhecido por "O' Nimale" por causa da violência de seus crimes.
Em maio de 1989, envolveu-se numa briga com Roberto Baggio, a quem Bruno foi o atleta escolhido para marcá-lo. Aos 28 minutos do segundo tempo, foram expulsos - Baggio acusou o zagueiro de cometer uma série de faltas contra ele, e a confusão entre eles continuou no vestiário. Ambos receberam 2 partidas de suspensão. Bruno disse ainda que, em sua carreira, jamais fez amigos no futebol, nem mesmo entre seus companheiros nas equipes onde jogou. O único atleta que possuía um relacionamento amigável com o zagueiro foi o atacante galês Ian Rush, quando eles defendiam a Juventus.
Após um período longe da mídia, Bruno (que atualmente é comentarista de futebol) voltou a polemizar em novembro de 2015, quando, durante o dérbio entre Juventus e Torino, criticou o também zagueiro Leonardo Bonucci, acusando-o de ser "insuportável" e afirmando que gostaria de voltar a jogar apenas para dar um soco no rosto do atleta.
Em novembro de 2020, fez duras críticas a Cristiano Ronaldo, chamando o português de "ignorante" e acusando-o de "não respeitar os companheiros de Juventus e os italianos".

## Títulos
Juventus
- Copa da UEFA: 1989–90
- Copa da Itália: 1989–90

Torino
- Copa Mitropa: 1990–91
- Copa da Itália: 1992–93

Fiorentina
- Série B: 1993–94

### Individuais
- Hall da Fama do Torino: 2019[7]